# Ufficio politico del Partito Comunista Cinese
L'ufficio politico del Partito Comunista Cinese, denominazione ufficiale ufficio politico del comitato centrale del Partito Comunista Cinese, (中国共产党中央政治局S, Zhōngguó Gòngchǎndǎng Zhōngyāng ZhèngzhìjúP; noto anche come Politburo del PCC) è un organismo composto da 19 a 25 persone, che supervisiona e controlla il Partito Comunista Cinese. Rappresenta in ordine di importanza il secondo massimo organo decisionale dello stato dopo il Comitato permanente.
A differenza dei Politburo degli altri partiti comunisti, il potere all'interno del Politburo cinese è concentrato all'interno del Comitato permanente del Politburo del Partito. Ufficialmente le nomine del politburo vengono effettuate dal Comitato centrale del Partito Comunista Cinese ma nella pratica, sin dagli anni ottanta, esso è andato avanti per auto-perpetuazione.
Il potere dell'ufficio politico risiede in gran parte nel fatto che generalmente i suoi membri occupano simultaneamente varie posizioni statali all'interno della Repubblica Popolare Cinese controllando di fatto sia le nomine del Politburo che quelle del Segretariato. Come lavori al suo interno il "Politburo" rimane un mistero, ma sembra che esso si riunisca almeno una volta al mese, mentre il Comitato Permanente si riunisce almeno una volta a settimana (quindi assai meno frequentemente di quanto avveniva in quello che era il Politburo del Comitato Centrale del PCUS. Per quanto riguarda l'agenda delle riunioni essa appare controllata dal segretario generale mentre le decisioni vengono prese per consensualità piuttosto che a maggioranza.
Nei primi anni '80, sotto Hu Yaobang, il Politburo fu eclissato dal segretariato generale del Partito Comunista Cinese, per riemergere come forza dominante nel 1987 dopo lo spodestamento di Hu.

## Membri attuali
Membri del Comitato permanente dell'Ufficio politico del Partito Comunista Cinese
1. Xi Jinping, Segretario Generale, Presidente della Repubblica Popolare Cinese, Presidente della Commissione Militare Centrale del Partito e della Commissione Militare Centrale dello Stato
2. Li Keqiang, Primo Ministro del Consiglio degli Affari di Stato
3. Zhang Dejiang, Presidente del Comitato permanente del Congresso nazionale del popolo e del Congresso nazionale del popolo
4. Yu Zhengsheng, Presidente della Conferenza politica consultiva del popolo cinese
5. Liu Yunshan, Primo Segretario della Segretaria del Comitato centrale del Partito Comunista Cinese, Presidente della Commissione centrale di Guida per la costruzione della civiltà spirituale, Presidente della Scuola centrale del Partito
6. Wang Qishan, Segretario della Commissione centrale per l'Ispezione della Disciplina
7. Zhang Gaoli, Primo Vice Premier

- Membri dell'Ufficio politico del Partito Comunista Cinese
  - Li Yuanchao, Vice Presidente della Repubblica Popolare Cinese
  - Ma Kai, Vice Premier
  - Wang Yang, Vice Premier
  - Liu Yandong, Vice Premier
  - Wang Huning
  - Liu Qibao
  - Xu Qiliang
  - Sun Chunlan
  - Sun Zhengcai, ex delfino del presidente e dirigente del partito nella metropoli di Chongqing (che conta 8 milioni di abitanti alle porte di Pechino), condannato all'ergastolo per corruzione nel 2018[1]
  - Li Jianguo
  - Zhang Chunxian
  - Fan Changlong
  - Meng Jianzhu
  - Zhao Leji
  - Hu Chunhua
  - Li Zhanshu
  - Guo Jinlong
  - Han Zheng